# 타르노프스키에구리 은광

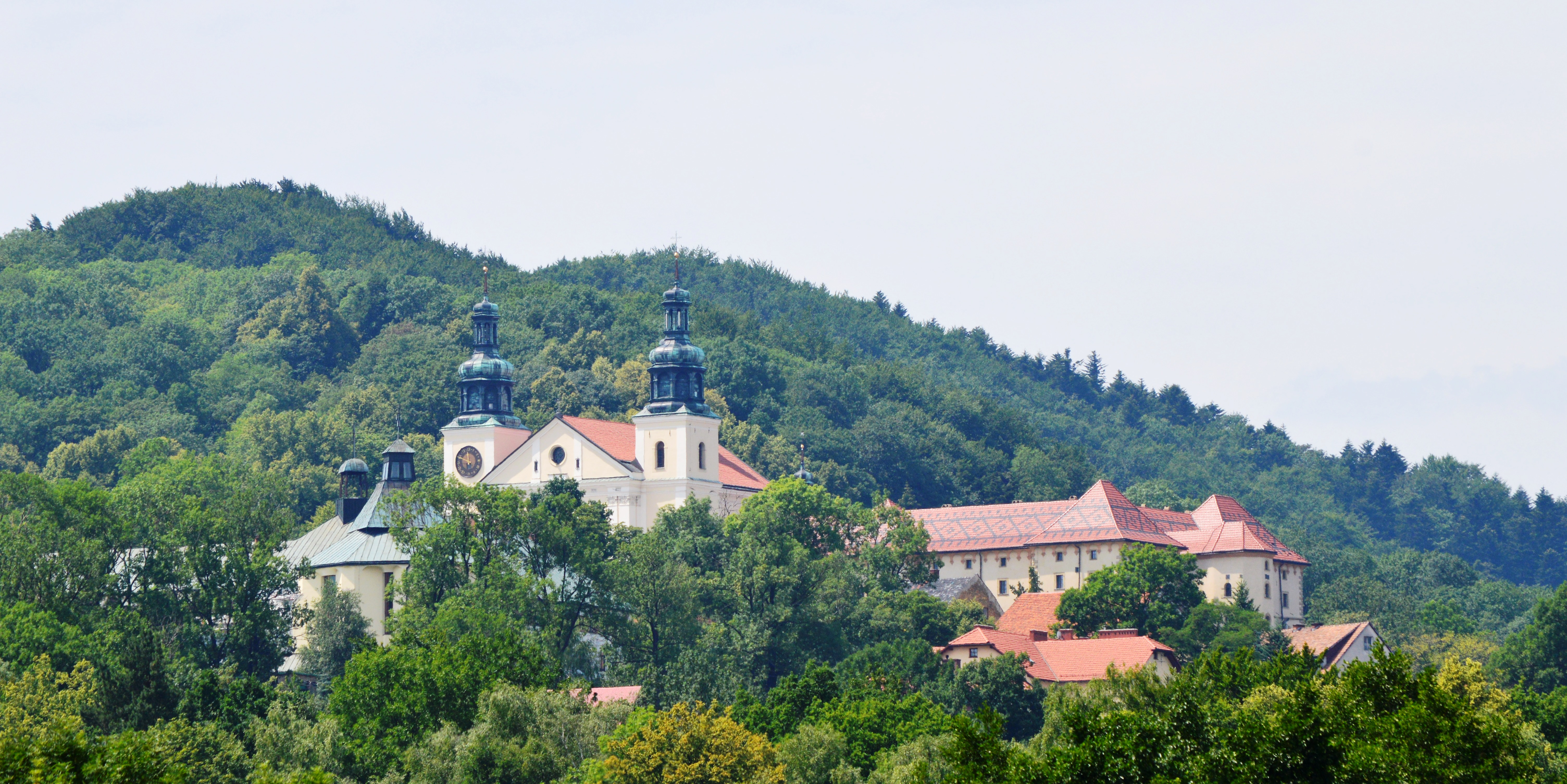
칼바리아제브지도프스카 공원

타르노프스키에구리 은광(폴란드어: Zabytkowa Kopalnia Srebra)은 폴란드 실롱스크주 타르노프스키에구리에 있는 은광이었다. 현재는 박물관으로 개방되고 있다. 2004년 폴란드 역사 기념물로 지정하였다. 2014년 유럽 산업유산의 길의 일부가 되었다. 2017년 유네스코 세계유산에 등재되었다.